# Наталия Харлампиева
Наталия Харлампиева (на руски: Наталья Харлампьева) е руска съветска и якутска писателка и поетеса. Пише на руски и на якутски език, като автор на произведения в жанра лирика, биография и документалистика.

## Биография и творчество
Наталия Ивановна Харлампиева е родена на 1 септември 1952 г. в село Маган, Якутска автономна съветска социалистическа република, СССР. В периода 1973 – 1978 г. следва в Историко-филологическия факултет на Якутския държавен университет.
След дипломирането си работи като кореспондент на якутския вестник „Северная трасса“. После работи на партийна работа в Якутския областен комитет на КПСС на различни длъжности: инструктор по пресата, секретар на Кобяйския районен комитет на КПСС и като ръководител на културния отдел на вестник „Кыым“. В периода 1988 – 1990 г. е главен редактор на Якутското книгоиздателство. В периода 2002 – 2012 г. е главен редактор на републиканския вестник „Саха сирэ“. От 2012 г. е съветник на ръководителя на Якутия по културните въпроси.
Първите ѝ поетични произведения са публикувани през 1975 г. През 1976 г. е издадена първата ѝ стихосбирка „Самолет“. През 1979 г. тя участва в Петата всесъюзна среща на младите писатели, проведена в Москва. През 1986 г. за книгата си със стихове „Червено кокиче“ получава Комсомолската награда на Якутия. През 2003 г. за сборника си „За поетични публикации от последните години“ тя е удостоена с Голямата литературна награда на Русия. През 2015 г. за книгата си „Признание в любов. Якутия в руската поезия през втората половина на XX век“ получава литературната награда „Делвига“. През 2020 г. издателство „Млада гвардия“ в поредицата от биографии „Животът на забележителните хора“ публикува книга ѝ „Семьон Данилов“ за живота на народния поет на Якутия С. П. Данилов. Литературните ѝ произведения са преведени на руски, татарски, украински и казахски език.
Тя е член на Съюза на писателите на СССР от 1988 г. От 1998 г. е председател на управителния съвет на Съюза на писателите на Якутия, а от 2003 г. е секретар на Съюза на писателите на Русия. През 2002 г. Наталия Харлампиева е удостоена с почетното звание „народен поет на Якутия“, а на на 4 декември 2007 г. е обявена за заслужил работник на културата на Руската федерация.
През януари 2022 г., като част от Expo 2020 Дубай, името ѝ е включено в антологията на световната поезия „Световното дърво на поезията“ (The World Poetry Tree), редактирана от емиратския поет и журналист Адел Хозам.

## Произведения

### Поезия
- Аэроплан (1976)
- Ночной полёт (1980)[8]
- Предчувствие счастья (1981)
- Красный подснежник (1986)
- Прозрачный вечер (1990)
- Август (1994)
- Талыллыбыт айымньыла (2003), ч. 1 – поема и ч. 2 – поема и проза
- Стихов моих берег иной (2007)
- Праматерь Азия (2012) – на руски и якутски[9]
- Мин аалым – балаҕаным (2017)

### Проза
- Кумыс счастья (2004)

### Документалистика
- Признание в любви: Якутия в русской поэзии второй половины XX века (2012)
- Якутское время Вячеслава Штырева (2013)
- Свобода и долг Алексея Томтосова (2017)
- Вячеслав Штыров сахасирин тардыыта (2017)
- Афанасий Осипов – гражданин мира (2018)
- Семен Данилов (2020)